# Flavi Orestes
Flavi Orestes (en llatí: Flavius Orestes, en grec antic: Φλάβιος Ὀρέστης) fou regent d'Itàlia durant el breu regnat del seu fill Ròmul Augústul del 29 d'agost del 475 al 28 d'agost del 476.

## Biografia
Era un romà potser d'origen germànic nascut a Pannònia cap a l'any 420, que quan Àtila va conquerir la província es va posar al seu servei junt amb el seu pare Tàtul, fins a la mort del conqueridor asiàtic l'any 453. Va ser secretari d'Àtila i ambaixador seu a Constantinoble.
A la mort del rei va tornar a Itàlia i amb les riqueses que havia acumulat va obtenir una posició destacada i el títol de patrici. Es va casar llavors amb una filla d'un comes del Nòric de nom Ròmul. El 475 va rebre ordes de l'emperador Juli Nepot, que l'havia nomenat Mestre dels soldats, de reunir un exèrcit per anar contra el rei visigot Euric, però va aprofitar aquest exèrcit per assolir el poder. Es va dirigir contra Ravenna, on era Nepot i l'emperador va fugir a Salona, a Dalmàcia (28 d'agost del 475), on es va reunir amb l'emperador destituït Gliceri, el seu antic rival, que llavors era bisbe d'aquell lloc. El 29 d'agost Orestes va fer proclamar emperador el seu jove fill Ròmul Augústul, però va restar al capdavant dels afers d'estat com a regent ajudat pel ministre Parmè (Parmenus). Va enviar Llatí i Madàs a Constantinoble per demanar el reconeixement del seu fill per l'emperador oriental Zenó; també va fer la pau amb el rei vàndal Genseric.
Va ser enderrocat per un cap militar bàrbar, Odoacre, i fet presoner a Pavia. Dut a Piacenza, va ser executat per decapitació el 28 d'agost del 476. El seu germà Pau (Paulus) va mantenir la resistència a Ravenna fins al 4 de setembre quan la ciutat va ser ocupada i Pau executat.